# Памятник Кёроглы
Памятник Кёроглы (азерб. Koroğlu heykəli) — памятник герою народного эпоса Кёроглы, расположенный в столице Азербайджана, городе Баку, на пересечении проспектов Азадлыг и Вагифа, в парке названном именем героя. Памятник установлен на месте демонтированного в 2009 году памятника Прокофию Джапаридзе.
Автором памятника является народный художник Азербайджана Токай Мамедов. Распоряжение об установке в Баку памятника Кёроглы было отдано в 2009 году. Открытие памятника состоялось 21 февраля 2012 года. На церемонии открытия присутствовал президент Азербайджанской Республики Ильхам Алиев.